# Condado de Harper (Kansas)
O Condado de Harper é um dos 105 condados do estado americano de Kansas. A sede do condado é Anthony, e sua maior cidade é Anthony. O condado possui uma área de 2 080 km² (dos quais 4 km² estão cobertos por água), uma população de 6 536 habitantes, e uma densidade populacional de 3 hab/km² (segundo o censo nacional de 2000). O condado foi fundado em 26 de fevereiro de 1867.